# 水晶球

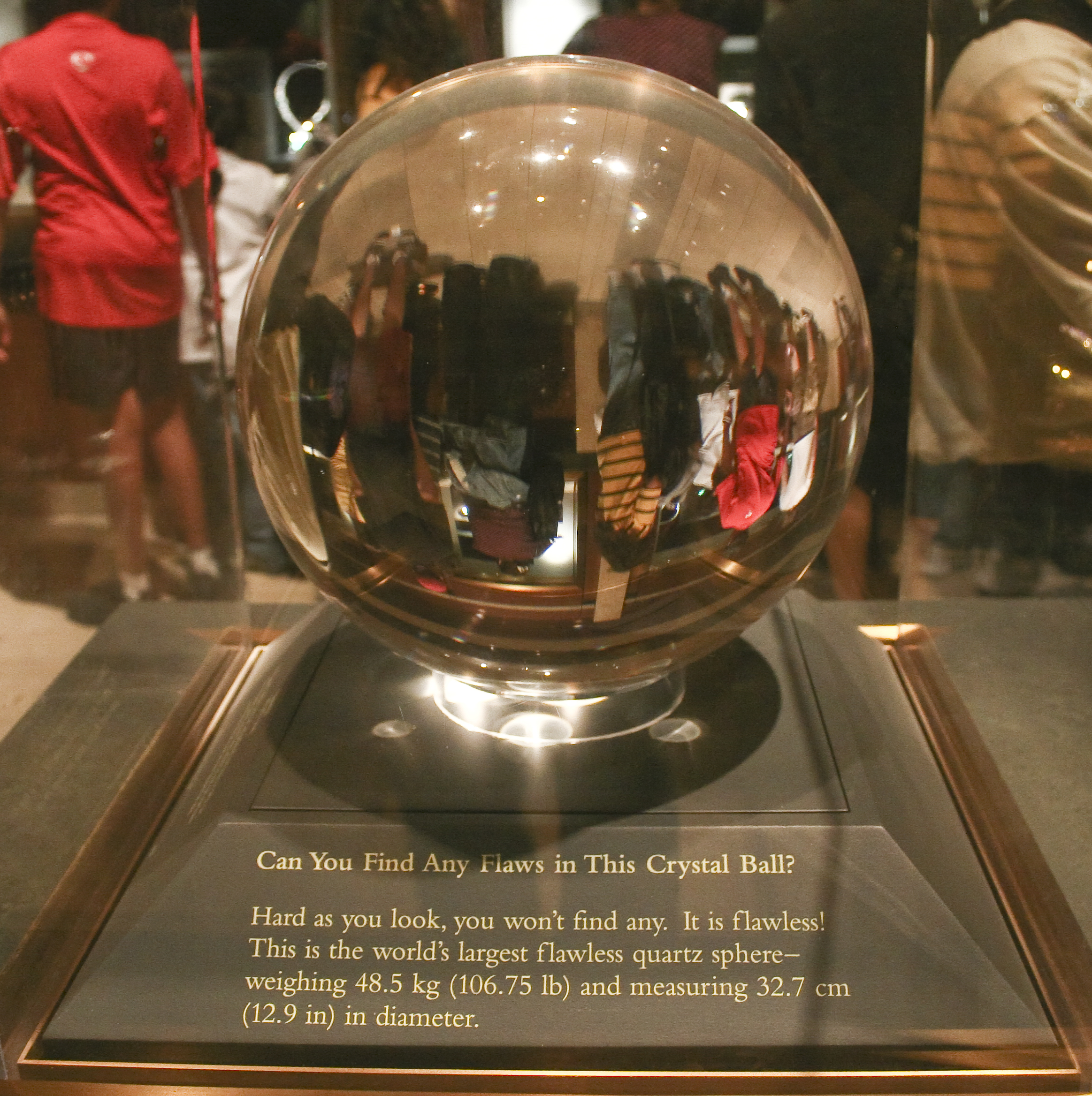
最大的完美无瑕的石英球，陈列於美國國立自然史博物館

水晶球（英語：crystal ball、orbuculum）是指由水晶或玻璃制作的球体，它有时也被称为shew stone（或是show stone－shew是show的古英式拼法）。有些人相信能借助水晶球以加強靈視能力，甚至能看到千里之外的景象。水有時也被用來提升靈視能力，為了占卜而盛在容器或灑在地面的水被稱為占卜池（scrying pool）。

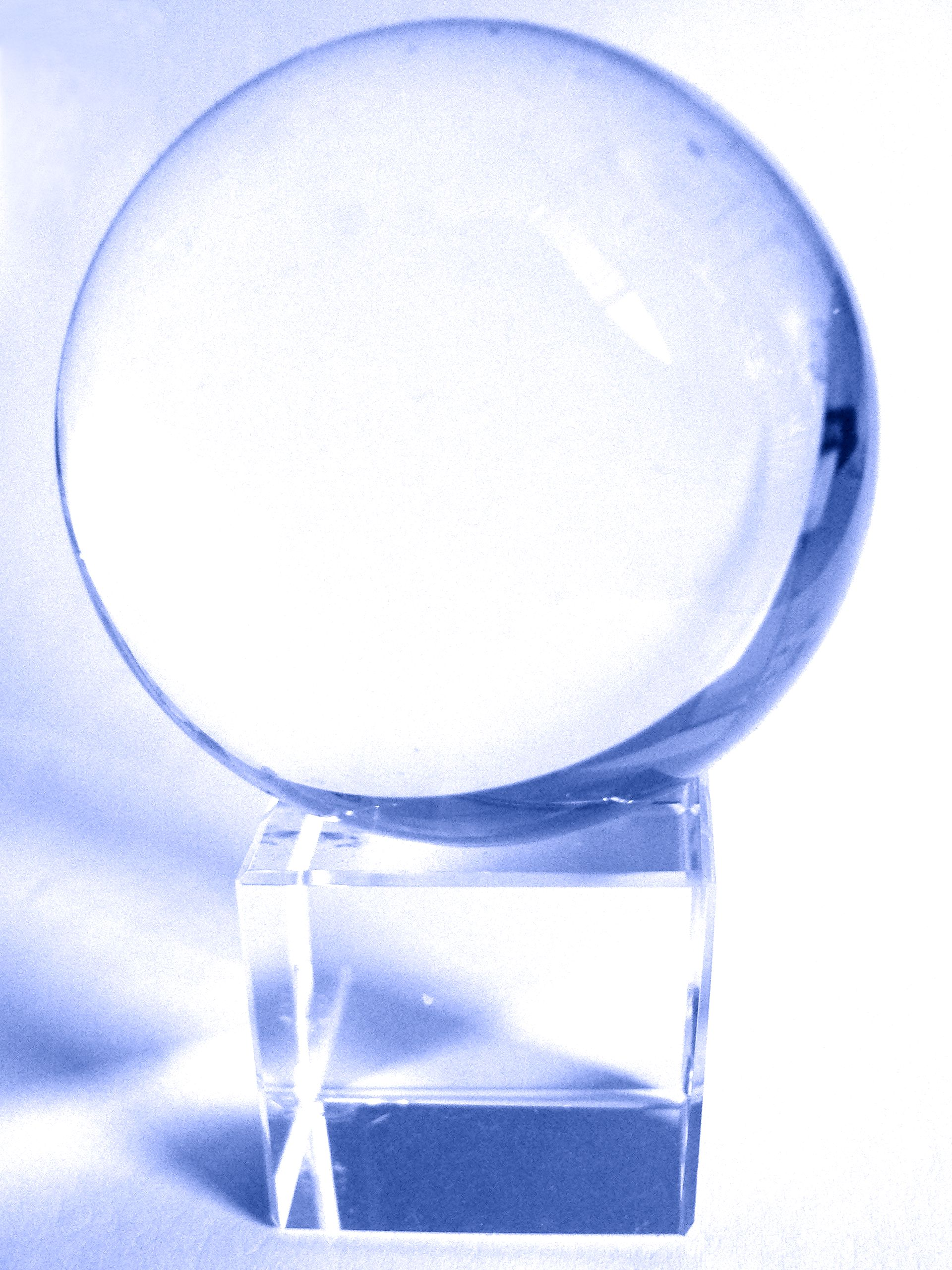
一张石英“水晶球”的照片。水晶球经常用于祈祷或占卜。

## 历史
存在于公元前2000年英国的凱爾特史前部落由叫作德鲁伊的宗教人员使用，他們是已知最早使用水晶球进行占卜的人。有趣的是，德鲁伊宗教类似英国早期的巨石阵宗教，因此他们可能也是第一批将水晶用於占卜的人。
后来，在中世纪（公元前500年–1500年）的欧洲中部，預言家、巫師、靈媒、罗马人、算命者和占卜者也使用其他类型的水晶来“看见”过去、现在或者未来。
由于其透明性，被称作自然宝石的铍铝硅酸盐（绿柱石）往往用于占卜。苏格兰高地的居民称这是「石头的力量」。早期的水晶球由绿柱石制成，后来它们被更透明的无色水晶所代替。

## 灵视的技巧

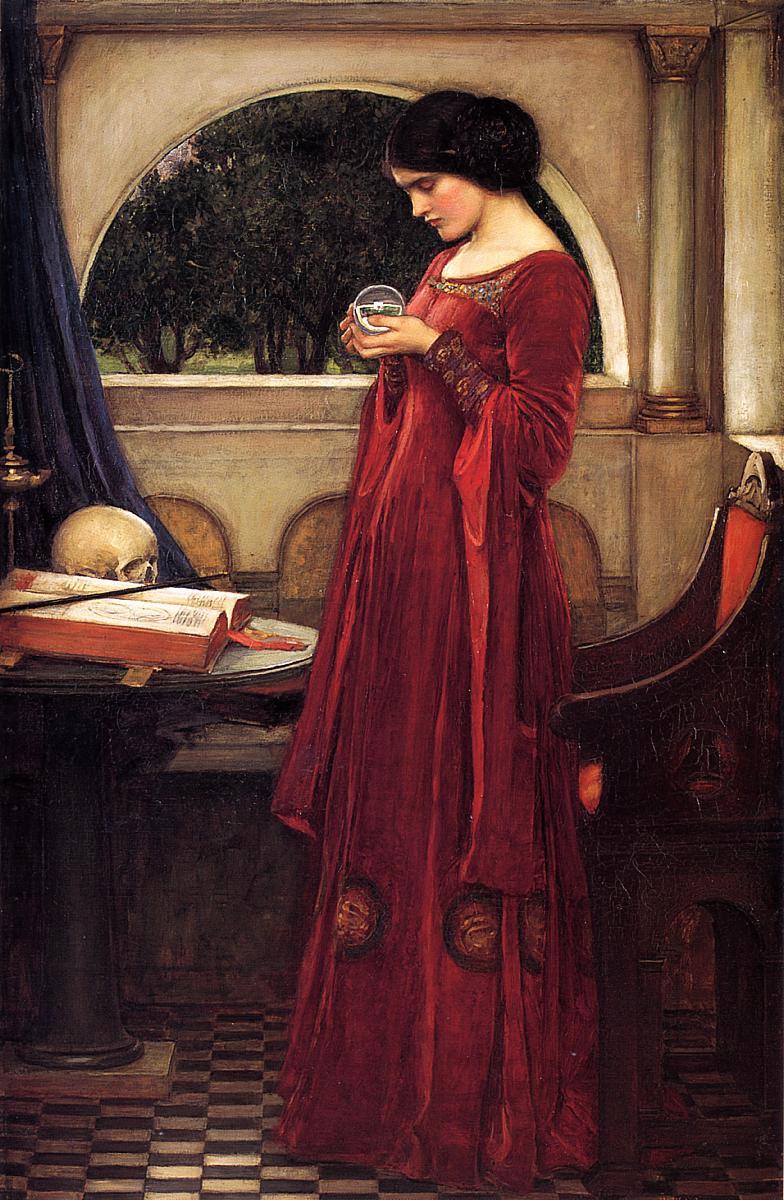
"水晶球" 由约翰·威廉·沃特豪斯创作:用水晶占卜

用水晶球來「觀看」的技巧称为水晶球占卜，即借助水晶或其他媒介（例如：水）显示图像以解释一些含有深奥意义的信息。这些「信息」被收集并分析，然后以此結果協助做出生活（例如：爱情、婚姻、财务、旅行、事务等等）中的重要决定。
使用水晶或任何透明介质来进行水晶球占卜的技术，都被称作crystallomancy或者水晶球占卜术。

## 原始科学中的水晶球
约翰·迪伊博士（Dr. John Dee，1527年7月13日–1608年或1609年）是英国一名著名的数学家、天文学家和地理学家，也是伊丽莎白一世女王的科学顾问。他投入了大量的时间与精力致力于研究炼金术、占卜和神秘哲学（Hermetic philosophy），并使用水晶球来协助他的工作。

## 舞台魔术中的水晶球
水晶球是舞台魔术师表演精神力魔术的惯用道具。這種慣用表演稱為「C. G.」（Crystal Gazing，水晶球占卜）表演，表演者透过各种各样的计谋来回答观众的问题。20世纪最著名的CG表演者是克劳德·亚历山大（Claude Alexander），
被称为“亚历山大水晶预言者（Alexander the Crystal Seer）”。